# Jürgen Beschorner
Jürgen Beschorner (* 1956 in Viernheim) ist ein deutscher Jurist und Professor an der Hochschule des Bundes für öffentliche Verwaltung (HS Bund).

## Leben
Nach dem Studium der Rechtswissenschaften an der Universität Mannheim von 1975 bis 1980 und dem Referendardienst wurde Beschorner bei Wolf-Rüdiger Schenke an der Universität Mannheim promoviert. Von 1983 bis 1987 war er Jurist bei der Landesversicherungsanstalt Baden (heute Deutsche Rentenversicherung Baden-Württemberg) in Karlsruhe. Anschließend war er bis 1992 hauptamtlich Lehrender an der Fachhochschule des Bundes für öffentliche Verwaltung, Fachbereich Finanzen, in Münster. Seit 1992 ist er Professor an der Fachhochschule des Bundes für öffentliche Verwaltung, Fachbereich Sozialversicherung, in Berlin (heute Hochschule des Bundes für öffentliche Verwaltung). Dort lehrt er Staatsrecht und das Recht der Europäischen Union.

## Veröffentlichungen (Auswahl)
- Das präventive Eingreifen der Staatsaufsicht über Sozialversicherungsträger : Steuerungsinstrumente unter Beurteilung zukunftsgerichtet-wertender Entscheidungen, Hamburg, Kovač, 2013, ISBN 978-3-8300-7349-9
- Individualrechtsschutz bei inkongruenten Form-Inhalt-Beziehungen des Verwaltungshandelns, Pfaffenweiler, Centaurus-Verlagsgesellschaft, 1984, ISBN 978-3-89085-022-1.

- Zur Anerkennung von im EU-Ausland erworbenen Hochschuldiplomen, Taschenbuch, Wissenschaftlicher Aufsatz, 24 Seiten, 20. Februar 2008.
- Die neuen Bildungsprogramme der EU. Beteiligungskonzepte für Hochschulen, 2008, 50 Seiten, ISBN 978-3-938407-28-8.

- Die Entwicklung des polnischen Staatsangehörigkeitsrechts seit 1920, 15 Seiten.
- Die Neue Generation von Bildungsprogrammen der EU: Ein praktisches Konzept zur Beteiligung am lebenslangen Lernen, Taschenbuch, Wissenschaftlicher Aufsatz, 80 Seiten, ISBN 9783640234721.